# Administrativní linie (Srbsko)

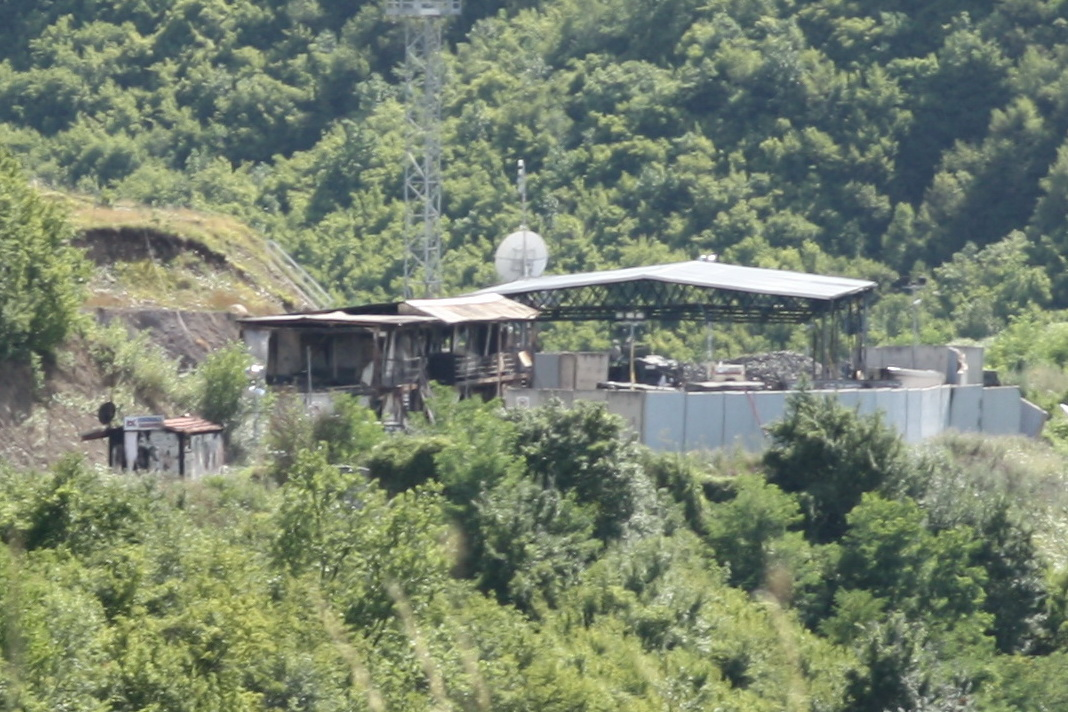
Tzv. Administrativní přechod mezi centrálním Srbskem a Kosovem v blízkosti obce Jarinje. Kosovská vláda jej považuje za klasický hraniční přechod.

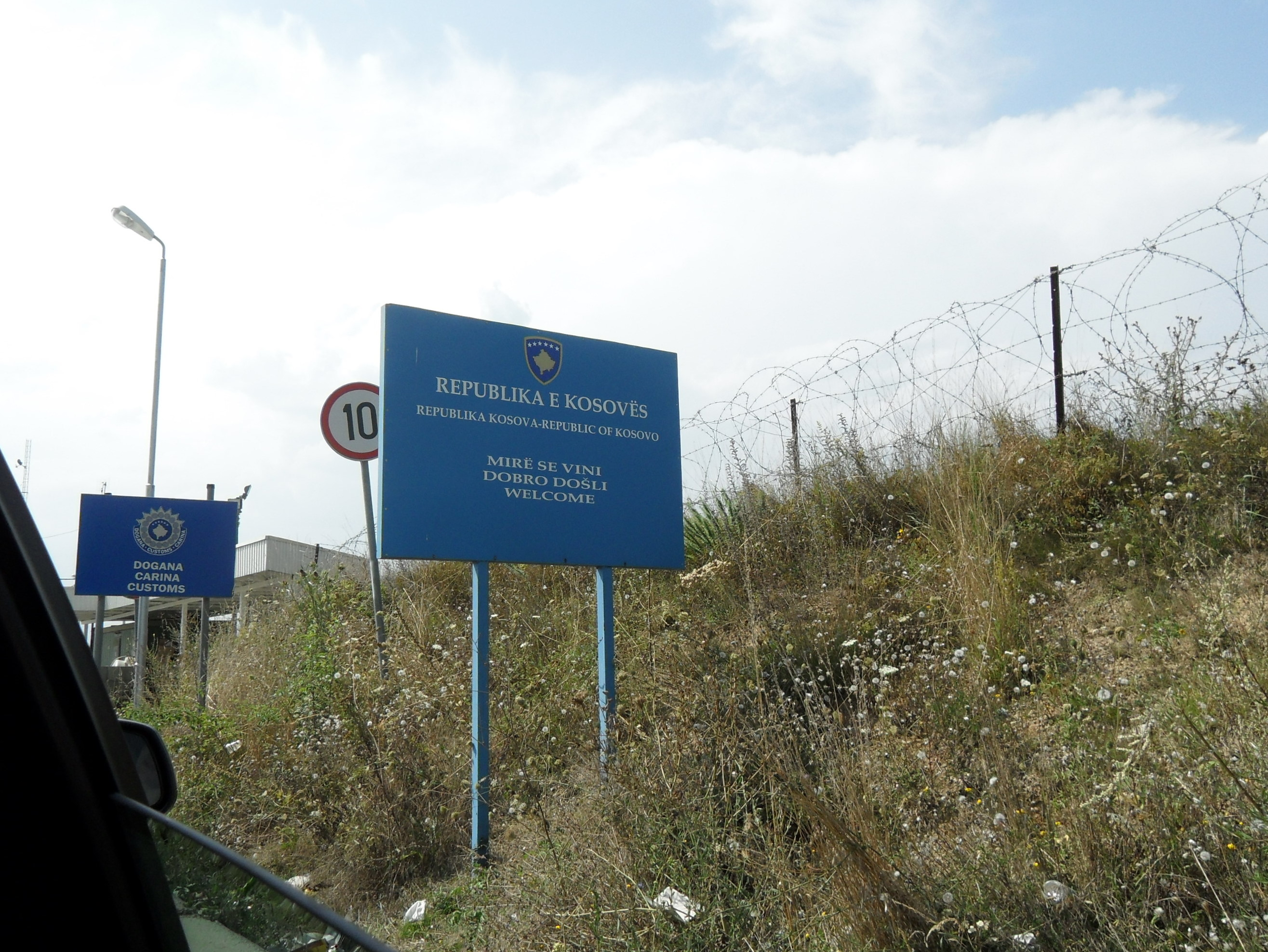
Označení přechodů z kosovské strany.

Administrativní linie (srbsky Административна линија/Administrativna linija) je politický název pro severovýchodní hranici Kosova. Zatímco vláda Kosovské republiky ji považuje za svojí státní hranici, srbská vláda ji považuje za hranici správní. Podle srbské ústavy je Kosovo a Metochie považováno za nedílnou součást země.
Jednotlivé přechody, kudy prochází doprava mezi Srbskem a Kosovem jsou z hlediska srbské terminologie považovány za administrativní přechody (srbsky Административни прелази/Administrativni prelazi). Srbská strana na těchto přechodem neumisťuje vlajky, ani pasovou kontrolu. V roce 2011 vydalo Srbsko nařízení, které regulovalo překračování uvedené linie. Tuto dohodu v roce 2015 označil srbský ústavní soud za neústavní.
V souvislosti s vyjednáváním Srbska o vstupu do Evropské unie byla podepsána tzv. dohoda IBM o vzájemné správně přechodů na administrativní linii. Díky té probíhá kontrola cestujících jen jednou, společně srbskou a kosovskou policií. V rámci dohody jsou také budovány permanentní objekty pro pohraniční kontrolu, kterou financuje Kancelář Evropské komise v Kosovu.
Hranice mezi centrálním Srbskem a autonomní oblastí Kosovo byla vymezena v roce 1959 jako hranice tehdejších obcí a nebyla nikdy přesně vytyčena.